# Zňátky

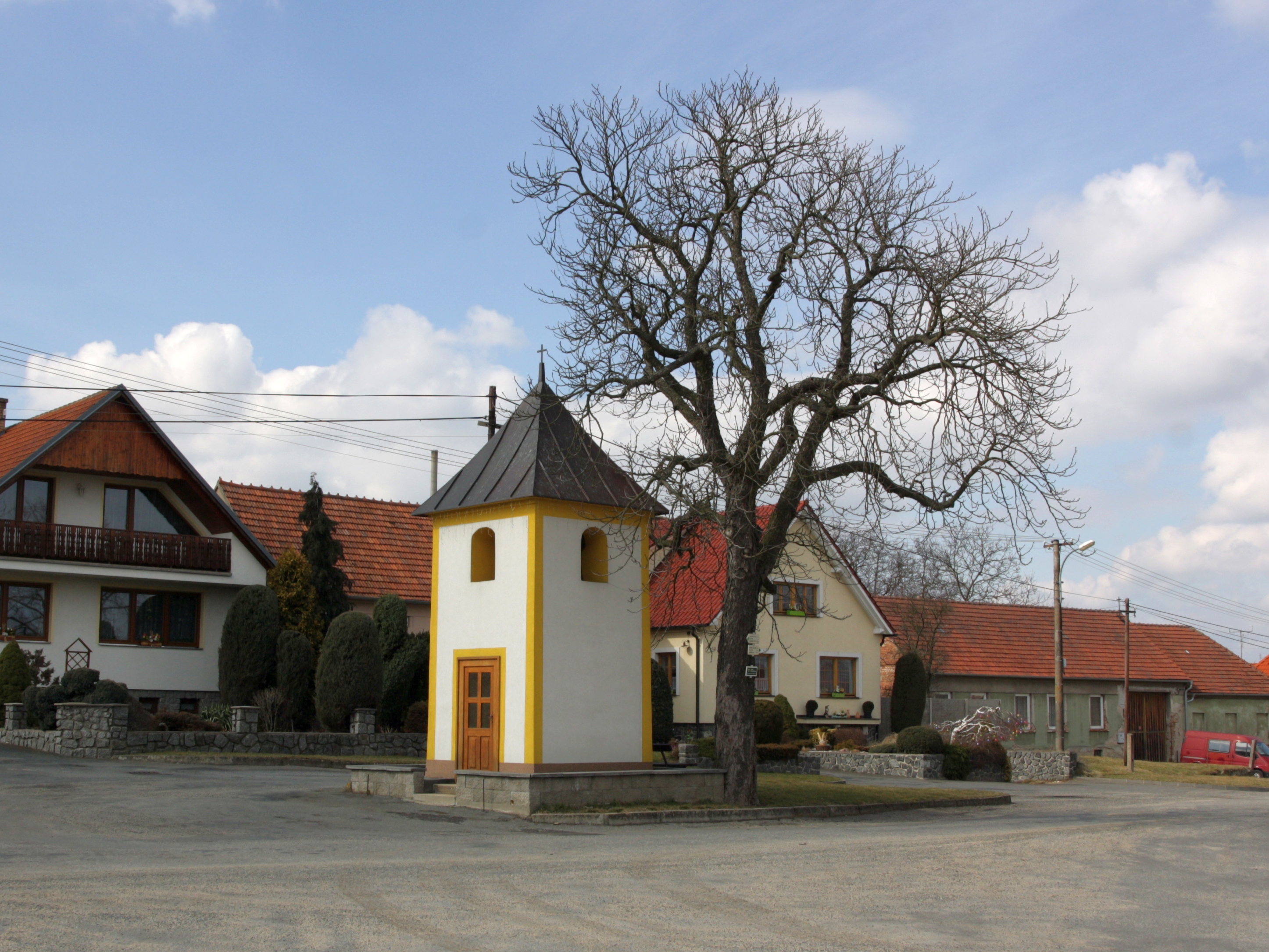
Glockenturm auf dem Dorfplatz

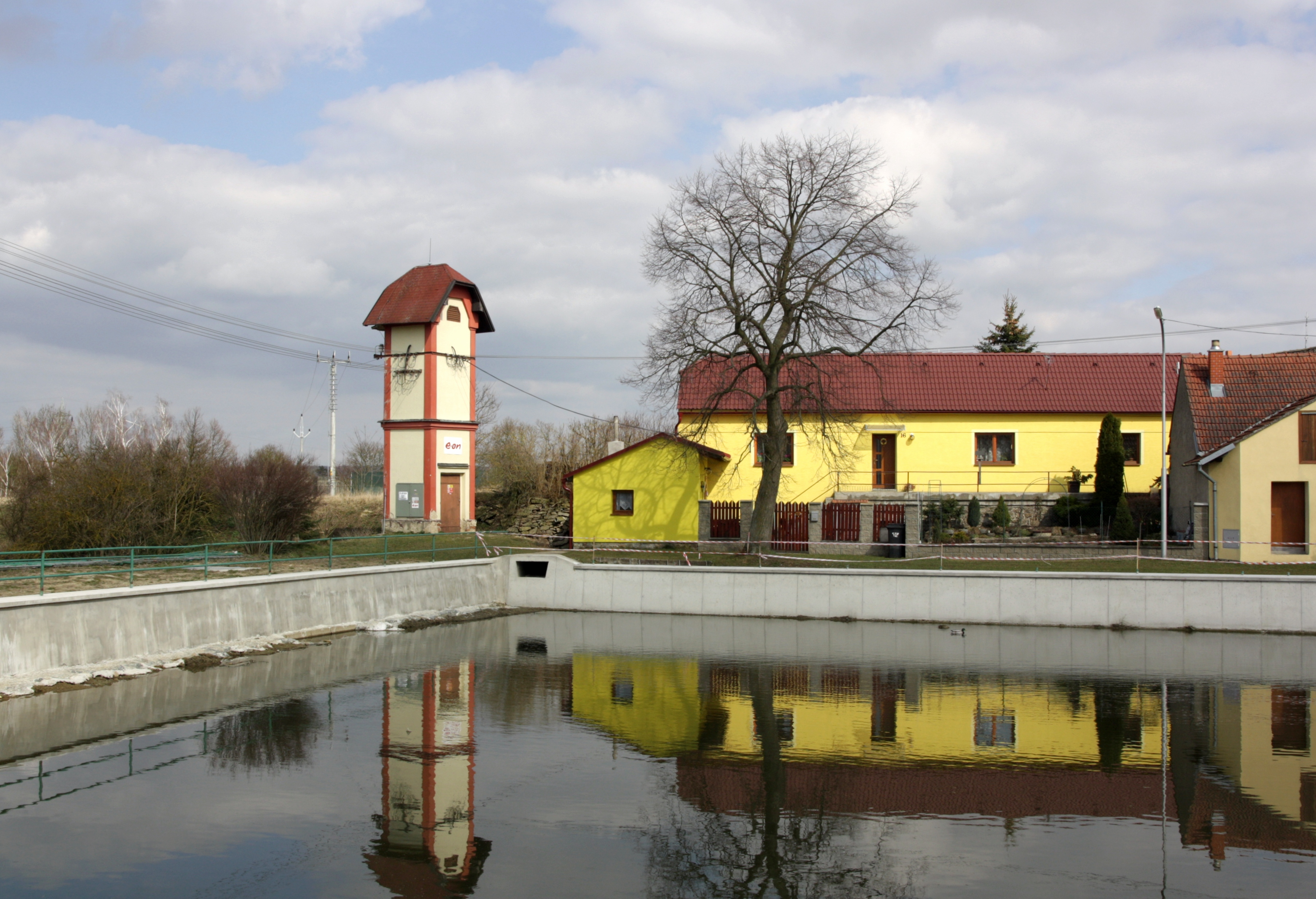
Dorfteich und Trafoturm

Zňátky (deutsch Zniatka, 1939–45 Sniatka) ist ein Ortsteil der Stadt Náměšť nad Oslavou in Tschechien. Er liegt zwei Kilometer südwestlich von Náměšť nad Oslavou und gehört zum Okres Třebíč.

## Geographie
Zňátky befindet sich in der Quellmulde eines kleinen Zuflusses zur Oslava in der Jevišovická pahorkatina (Jaispitzer Hügelland) im Süden der Böhmisch-Mährischen Höhe. Gegen Osten liegt das tief eingeschnittene Oslavatal (Nationales Naturreservat Divoká Oslava), südlich das Tal des Baches Zňátecký potok. Im Südosten erhebt sich der Kleštěnec (422 m n.m.), südwestlich die Babí hora (472 m n.m.) und im Westen die Babí horka (455 m n.m.). Südwestlich liegt der Militärflugplatz Náměšť.
Nachbarorte sind Náměšť nad Oslavou und Otradice im Nordosten, Kralický Mlýn, Velkopolský Dvůr und Kralice nad Oslavou im Osten, U Vlasáka und Březník im Südosten, Sedlec im Süden, Hartvíkovice und Třesov im Südwesten, Radarka und Studenec im Westen sowie Okarec und Vícenice u Náměště nad Oslavou im Nordwesten.

## Geschichte
Die erste schriftliche Erwähnung von Wznatky erfolgte im Jahre 1377, als Ješek von Krawihora das Dorf mit Ausnahme einer Mühle dem Jaroslav von Langenberg (Lamberk) erblich verkaufte. Seit 1437 gehörte das Dorf zur Herrschaft Namiescht.
Im Jahre 1837 bestand das im Znaimer Kreis gelegene Dorf Zniatka bzw. Zňatka aus 21 Häusern, in denen 194 Personen lebten. Pfarrort war Namiescht. Bis zur Mitte des 19. Jahrhunderts blieb Zniatka der Fideikommissgrafschaft Namiest untertänig.
Nach der Aufhebung der Patrimonialherrschaften bildete Zňatka / Zniatka ab 1849 einen Ortsteil der Gemeinde Vicenice im Gerichtsbezirk Namiest. Ab 1869 gehörte Zňatka zum Bezirk Trebitsch. Zu dieser Zeit hatte das Dorf 214 Einwohner und bestand aus 23 Häusern. Im Jahre 1900 lebten in Zňatka 203 Personen; 1910 waren es 174. 1919 löste sich Zňatka von Vícenice los und bildete eine eigene Gemeinde. Beim Zensus von 1921 lebten in den 31 Häusern der Gemeinde 153 Tschechen. Seit 1924 wird Zňátky als amtlicher Ortsname verwendet. Im Jahre 1930 bestand Zňátky aus 33 Häusern und hatte 150 Einwohner. Zwischen 1939 und 1945 gehörte Zňátky / Sniatka zum Protektorat Böhmen und Mähren. 1948 wurde die Gemeinde dem Okres Velká Bíteš zugeordnet. Im Jahre 1950 hatte Zňátky 148 Einwohner. Im Zuge der Gebietsreform und der Aufhebung des Okres Velká Bíteš wurde die Gemeinde am 1. Juli 1960 dem Okres Třebíč zugewiesen. Zu Beginn des Jahres 1980 erfolgte die Eingemeindung nach Náměšť nad Oslavou. Beim Zensus von 2001 lebten in den 41 Häusern von Zňátky 116 Personen.

## Gemeindegliederung
Der Ortsteil Zňátky bildet einen Katastralbezirk.

## Sehenswürdigkeiten
- Glockenturm auf dem Dorfplatz
- Steinernes Kreuz
- Reste der Burg Zňátky, östlich des Dorfes gegenüber dem Velkopolský mlýn (Kralitzer Mühle) auf einem Sporn über der Oslava. Zu der Anlage gibt es keine schriftlichen Überlieferungen. Möglicherweise wurde sie von den Herren von Tassau errichtet und nach dem Verkauf des Gebietes dem Verfall überlassen. Erhalten sind Reste von Wällen und Gräben.